# 村岡斎
村岡 斎（むらおか ひとし、? - 1923年9月1日）は、日本の印刷業者。聖書印刷で知られる福音印刷合資会社（後の福音印刷株式会社）設立者・村岡平吉の五男。出版業者・印刷業者の村岡儆三（翻訳家・村岡花子の夫）を兄に持つ。
明治学院を卒業後にロンドンに留学。3年後、最新の印刷技術を学んで帰国し、福音印刷の横浜工場の責任者として、父の事業を助けた。後に製薬会社・三共の創業者の1人である西村庄太郎の次女・巴と結婚する。村岡平吉と西村は共に横浜指路教会設立に携った朋友同士であり、両家は親戚同然の付合いであった。
1922年（大正11年）に父が没した後、兄の儆三とともに福音印刷を引き継いで常務取締役となり、専務取締役兼支配人となった儆三、文学業を志す義姉の花子と3人で、福音印刷と印刷業界の将来を盛り立てることを志した。
1923年（大正12年）、経済界一連の不振から生じた多数の実務処理を儆三が請け負い、斎は横浜工場での業務を引き受けた。同年9月1日の関東大震災の際、倒壊した社屋の下敷きとなり、社員約70名とともに死亡した。妻との間の長男が1歳を迎えた矢先のことであった。
学者肌の儆三に対して、斎は父譲りの実業家肌であり、その斎が失われたことで儆三は震災後、容易に役員たちに足をすくわれることとなり、福音印刷倒産の遠因となった。